# Most Kazungula
Most Kazungula (ang. Kazungula Bridge) – most kolejowo-drogowy na rzece Zambezi, na granicy botswańsko-zambijskiej, oddany do użytku 10 maja 2021 roku, łączący miasto Kazungula w dystrykcie Chobe w Botswanie z miastem Kazungula w Prowincji Południowej w Zambii.

## Charakterystyka

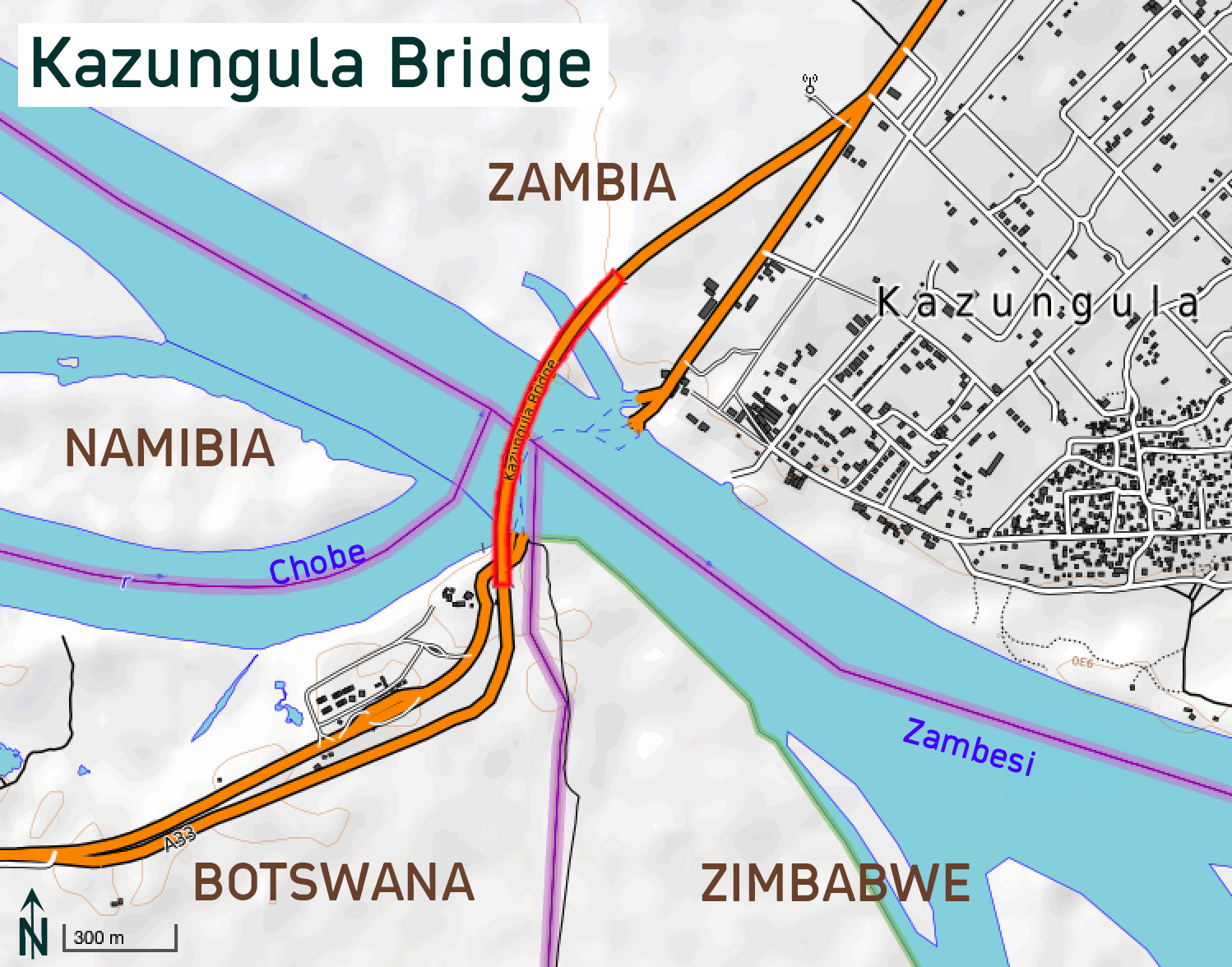
Most Kazungula i granice państwowe w jego rejonie

Licząca 135 metrów długości granica botswańsko-zambijska jest najkrótszą granicą lądową na świecie i łączy trójstyk granic Namibii, Botswany i Zambii z trójstykiem granic Zimbabwe, Botswany i Zambii na rzece Zambezi. W sierpniu 2007 roku rządy Zambii i Botswany podjęły decyzję o budowie mostu łączącego oba kraje, zastępującego istniejącą w tym miejscu przeprawę promową.
Prace nad budową mostu rozpoczęły się w grudniu 2014 roku, a przeprowadziła je południowokoreańska firma Daewoo E&C. Całkowity koszt inwestycji wyniósł 259,3 mln dolarów i pokryty został ze środków rządowych Zambii i Botswany, przy wsparciu Afrykańskiego Banku Rozwoju, Japońskiej Agencji Współpracy Międzynarodowej, unijnego funduszu powierniczego EU-Africa Infrastructure Trust Fund oraz środków lokalnych samorządów.
Oficjalnego oddania do użytku konstrukcji dokonali 10 maja 2021 roku prezydent Botswany, Mokgweetsi Masisi, oraz prezydent Zambii, Edgar Lungu. Udział w uroczystości wzięli również m.in. przewodniczący Unii Afrykańskiej, prezydent Demokratycznej Republiki Konga, Félix Tshisekedi, przewodniczący Wspólnoty Rozwoju Afryki Południowej, prezydent Mozambiku, Filipe Nyusi, oraz prezydent Zimbabwe, Emmerson Mnangagwa.

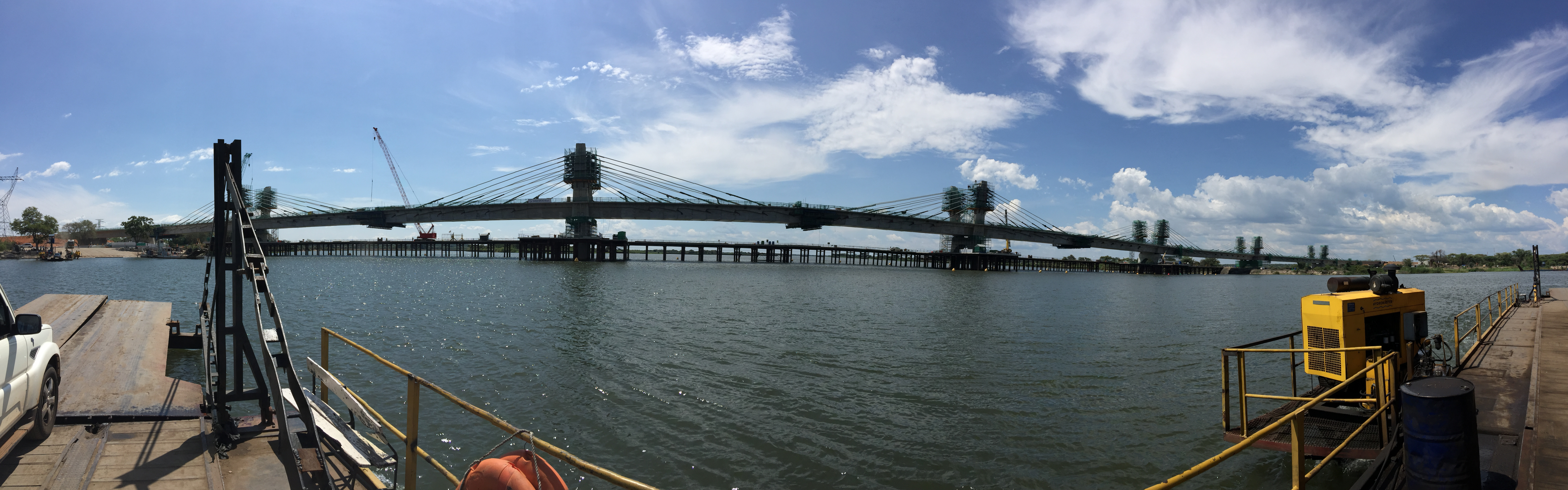
Most Kazungula w styczniu 2020

Most Kazungula jest mostem wantowym, który ze względu na układ granic państwowych w tym rejonie przebiega po łuku. Jego długość wynosi 923 m, a szerokość – 18,5 m. Obejmuje po jednym pasie ruchu dla samochodów w każdym kierunku, pomiędzy którymi przebiega pojedynczy tor kolejowy, który ma w przyszłości stać się częścią linii kolejowej łączącej Mosetse z Livingstone. Po obu stronach jezdni znajduje się chodnik dla pieszych, zaś na obu końcach mostu utworzone zostały kontrolne punkty graniczne.